# Ishavet
Ishavet (eller det Arktiske Hav) er det mindste og laveste af de fem store verdenshave. Internationale Hydrografiske Organisation (IHO) anerkender det som et verdenshav, selvom nogle oceanografer kalder det for det Arktiske Middelhav og klassificerer det som et indhav eller et æstuarium til Atlanterhavet. Det bliver også set som den nordligste af det altomfattende Verdenshav.
Det har et areal på omtrent 14.090.000 km². Det har gennemsnitlig dybde på 1.205 meter og er 3.440 meter dybt på det dybeste sted.
Ishavet ligger hovedsageligt i den arktiske region omkring Nordpolen og er næsten fuldstændigt omsluttet af Eurasien og Nordamerika. Det er delvist dækket af havis hele året og næsten fuldstændigt dækket af havis om vinteren. Ishavets overfladetemperatur og saltholdighed (salinitet) varierer i løbet af året i takt med, at isen dannes og smelter. Saltholdigheden er den laveste i gennemsnit blandt de fem verdenshave, som følge af lav fordampning, store mængder ferskvand der flyder ind i havet via floder og åer, og en relativt begrænset forbindelse til de omgivende have med højere saltholdighed. Om sommeren svinder isen med op til 50 %. Det amerikanske National Snow and Ice Data Center (NSIDC) lever dagligt en rapport om havisen i Arktis baseret på satellitdata. På den baggrund kan forskere sammenligne, hvor hurtigt havisen smelter i sammenligning med tidligere år.
Ishavet omfatter flere mindre farvande som Framsundet, Barentshavet, Beauforthavet, Lincolnhavet og Wandelhavet.

## Havis
Isens forhold studeres indgående i Ishavet, da variationen i udbredelsen afspejler ændringer i det globale klima. Forskere har siden 1970'erne fulgt havisens udbredelse og tykkelse og kan konstatere, at havisens udbredelse skrumper med 13 % hvert tiende år, og at tykkelsen af den centrale havis er skrumpet fra 3,59 meter i 1975 til 1,25 meter i 2012.

## Geologi og bundforhold
Den Eurasiske Plade fortsætter ud for kysten af Rusland som en bred kontinentalsokkel, der omfatter Barentshavet, Karahavet og de østlige dele af Ishavet: Laptevhavet, Det Østsibiriske hav og Tjuktjerhavet. Her er Ishavet et overfladisk sokkelhav med en dybde på under 200 meter. Nord for Sibirien har soklen en bredde på 600-800 kilometer, mens den i de vestlige dele af havet er meget smallere.
Selve polarbassinet har over store områder en dybde på over 3000 meter, men er opdelt ved tre parallelt gående rygge. 
Den midtarktiske ryg strækker sig fra nordøstpynten af Grønland mod de Nysibiriske øer. Den mægtige Lomonosovryg strækker sig fra nord for Grønland til Nysibirienøerne. Nordvest for Ellesmereøen går Alfaryggen ud i polarbassinet og fortsætter i Mendelejevbjergene, som slynger sig i retning af soklen uden for Øst-Sibirien-havet.
Mellem den midtarktiske ryg og soklen ud for Barentshavet og Karahavet ligger Framsundet (Frambassinet), som er 4.665 meter på det dybeste. Mellem den midtarktiske ryg og Lomonosovryggen ligger det eurasiske bassin. Makarovbassinet er dybhavet mellem Lomonosovryggen og Alfaryggen/Mendelejevbjergene, og Kanadabassinet er det store dybhavsbækken mellem Alfaryggen og Alaska.

## Flora og fauna
Truede dyrearter i Ishavet inkluderer hvalroser og hvaler. Området har et skrøbeligt økosystem, som ændrer sig langsomt og tager lang tid om at komme sig efter ødelæggelser. Den røde brandmand forekommer i rigt tal i Ishavet, og fisken pholis fasciata er den eneste art af pholidae, der lever her.
Ishavet har et relativt sparsomt planteliv ud over planteplankton. Planteplankton er en uhyre vigtig del af havet, og det findes i enorme mængder i Arktis, hvor de får føde fra næring fra floder og havstrømme i Atlanterhavet og Stillehavet. I løbet af sommeren er solen oppe hele natten, hvilket gør det muligt for planteplankton at lave fotosyntese i lange periode og reproducere sig hurtigt. Om vinteren gør det modsatte gældende, og i denne periode kan algerne have vanskeligt ved at få lys nok til at overleve.